# Nofollow
nofollow — це значення атрибуту rel тегу «a» мови гіпертекстової розмітки вебсторінок HTML (rel="nofollow"). Значення призначене для пошукових систем: воно вказує їм на те, що гіперпосилання, що задається «a», не передає свою вагу тій сторінці, на яку посилається. Таким же чином повинні позначатися рекламні посилання. У середовищі SEO вважається, що прописування даного атрибуту говорить пошуковикам, що за даним посиланням не слід жодним чином передавати вагу посилання (ТІЦ і PR). 
Найпопулярніші пошукові системи, дотримуються стандарти Консорціуму Всесвітньої павутини і не враховують посилання з таким атрибутом при розрахунку індексу цитування вебсайтів.

## Мета-тег nofollow
Існує також мета-тег nofollow з тим же ім'ям і з схожим призначенням. Відрізняється областю дії (на всю сторінку).
Приклад атрибуту nofollow:
```
<
body
>

...

<
a
 
href
=
"http://www.example.com"
 
rel
=
"nofollow"
>
Спроба реклами
</
a
>

```

Приклад мета-тег nofollow:
```
<
html
>

<
head
>

 
<
meta
 
name
=
"robots"
 
content
=
"nofollow"
 
/>

 
<
title
>
Не індексуйте цю сторінку
</
title
>

</
head
>

```

Приклади використання мета-тегів [no]follow та [no]index:
пошуковий павук лише подивиться на цю сторінку і зупиниться там.
```
<
meta
 
name
=
"robots"
 
content
=
"index, nofollow"
>

```

пошуковий павук не подивиться на цю сторінку, але проскакує через решту сторінок вашого вебсайту.
```
<
meta
 
name
=
"robots"
 
content
=
"noindex, follow"
>

```

павук не буде дивитися на цю сторінку і не буде сканувати через решту ваших вебсторінок.
```
<
meta
 
name
=
"robots"
 
content
=
"noindex, nofollow"
>

```

Цей метатег можна також набрати з / в кінці тегу:
```
<
meta
 
name
=
"robots"
 
content
=
"index, nofollow"
 
/>

<
meta
 
name
=
"robots"
 
content
=
"noindex, follow"
 
/>

<
meta
 
name
=
"robots"
 
content
=
"noindex, nofollow"
 
/>

```

Слід врахувати, що параметр content тегу "robots" нечутливий до регістру.

## nofollow і Вікіпедія
Атрибут nofollow спеціальною угодою з 2005 року був поступово введений в різних розділах Вікіпедії. Це було зроблено для зменшення обсягів заспамлювання вікі-статей зовнішніми посиланнями, які постійно додаються «пошуковими оптимізаторами» та власниками деяких сайтів для власної «розкрутки», піднімаючи таким чином показник PageRank і відвідуваність своїх проєктів.

## nofollow і Яндекс
З травня 2010-го року Яндекс перестав враховувати посилання, що мають атрибут rel=nofollow і тепер працює в цьому сенсу аналогічно Google, Yahoo і Bing.